# Европейский маршрут E115
Европейский маршрут E115 — автомобильная дорога в России, соединяющий город Ярославль с Москвой, Воронежем, Ростовом-на-Дону, Краснодаром и Новороссийском.
Маршрут проходит целиком по территории России и включает в себя автодороги М8 «Холмогоры», М3 «Украина», М4 «Дон» и E 592. 
Участок маршрута, проходящий по трассе М4 «Дон» является платным.